# Raja Club Athletic (athlétisme)
Pour le club omnisports, voir Raja Club Athletic (omnisports).
Pour les articles homonymes, voir RCA.
Maillots
Le Raja Club Athletic Athlétisme,  abrégé en RCA Athlétisme (en arabe: نادي الرجاء الرياضي), est un club marocain d'athlétisme fondé en 1967 et affilié auparavant à la Fédération royale marocaine d'athlétisme.
Basé à Casablanca, le club est l'une des nombreuses sections du Raja Club Athletic, club omnisports fondé le 20 mars 1949. Le Raja est un des clubs d'athlétisme les plus prestigieux du royaume, et qui compte actuellement près de 400 athlètes.
La section athlétisme du Raja CA fait partie de ses sections les plus actives et les plus performantes. Elle a formé plusieurs champions qui ont rejoint l'équipe nationale et défendu le drapeau marocain aux Jeux olympiques et aux Championnats du monde.
Le club connaît depuis 2017 une situation administrative instable due à une scission au sein du comité directeur, ce qui a conduit à la formation de deux comités pour la section athlétisme. En 2018, la Fédération royale marocaine d'athlétisme a donc décidé de suspendre le club de ses compétitions et d'empêcher ses athlètes d'obtenir leur licence. Par la suite, la Fédération a tardé pour approuver le dossier du Raja malgré la résolution de plusieurs problèmes et la prononciation des décisions judiciaires par le tribunal. En revanche, le club refuse de geler son activité et insiste à disputer certaines compétitions.

## Histoire

### Genèse (1964-1967)
Durant les années 1950, l'athlétisme commence à se répandre largement parmi les jeunes marocains issus des quartiers populaires, surtout à Casablanca. La discipline a gagné à cette époque une immense popularité, quant Abdeslam Radi a offert au Maroc sa première médaille olympique aux Jeux de Rome en 1960.
L'idée de la création d'une section du Raja en athlétisme, revient au cadre de l'Union marocaine du travail, Salah Medkouri, qui était un syndicaliste et dirigeant avéré de la fameuse section football à l'époque du comité de Karim Hajjaj.
Les premières activités de ce groupe ont commencé en 1964 avec quelques jeunes élèves du Lycée Mohammed-V qui se regroupaient régulièrement pour pratiquer l'athlétisme.

### Création (1967-1970)
Considéré comme le principal fondateur, Salah Medkouri organisa les première réunions qui avaient lieu dans sa maison où se réunissaient les autres membres fondateurs: Abdellatif Semlali, Bouchaïb Maâchi, Mohamed Tibari, Abderrahman Medkouri, Mazzini et El Amri.
Au niveau administratif, l'assemblée générale constitutive, qui a eu lieu en 1967, a abouti à l'élection de Mohamed Tibari, ancien syndicaliste et résistant marocain, comme premier président, à la suite d'un accord entre les membres du bureau directeur.
Sur le plan sportif, le club a cherché à renforcer ses athlètes au niveau technique et tactique en recrutant plusieurs cadres expérimentés, en plus de lancer un processus de recherche de talents dans toutes les catégories d'athlétisme. Le club disposait alors d'une école avec plusieurs catégories d'âge.
Le premier formateur et encadreur du Raja Athlétisme, était le champion marocain Bouchaïb Maâchi, surnommé la Flêche Arabe, qui a été chargé d'entraîner l'équipe première. Détenant alors du record africain du 100m et la meilleure performance mondiale sur 200m en 1965 aux États-Unis, Maâchi disposait d'une grande expérience, vu sa participation à de nombreuses manifestations internationales comme les Jeux olympiques de 1960 et 1964.
À la tête des encadreurs, il y avait aussi le directeur technique Abderrahman Medkouri, qui sera désigné par la suite président de la Fédération royale marocaine d'athlétisme durant trois mandants de 1972 à 1977, de 1981 à 1982, puis entre 1987 et 1992. Medkouri était un spécialiste du 100m, 200m et du relais 4x100 m, l’épreuve pour laquelle il avait décroché la médaille de bronze aux Jeux méditerranéens de 1963 à Naples.
Le club siégeait à La Casablancaise, berceau de l'athlétisme africain,.

### Âge d'or (1970-2000)
Lors des années 1970, le Raja a connu une restructuration de son organisation administrative et technique. Les encadreurs du club, en parallèle de leur fonction au sein du club, s'occupaient également de la direction technique nationale. Durant cette décennie, le Raja était l'un des principaux fournisseurs de talents aux équipes nationales marocaines.
Cette période a connu l'âge d'or du club qui remportera plusieurs titres grâce à des champions comme Seddik Benziane et Abderrahim Jellaha. Le Raja se spécialisa surtout dans les épreuves de courte distance.
À partir des années 1980, le Raja Athlétisme a réussi à s'imposer comme la section Rajaoui la plus populaire, après celle du football évidemment, où le degré de suivi et de pratique atteindra des niveaux élevés. Cela s'explique par les grandes réalisations du club, que ce soit dans les meeting régionaux ou dans la Coupe du Trône.
Au début des années 1980, le club sera géré par le président et ancien ministre Abdellatif Semlali qui contribuera à la formation de plusieurs champions de renommée internationale. Par la suite, c'est Abdelkarim Arif qui occupera la fonction de président en 1985 et remporta avec le club deux coupes du trône.
En 1991, le club est reçu par le Wali de la région de Casablanca après avoir remporté la Coupe du Trône d'athlétisme.

### Des hauts et des bas (2000-2018)

#### Mandat Aouzal (2000-2012)
En 2002, La Casablancaise sera fermée par les autorités de la ville, provoquant un bouleversement de l'athlétisme et perturbant les pratiquants de ce sport, d'autant plus que les clubs casablancais n'ont pas trouvé de stades alternatifs pour s'entraîner et organiser les compétitions. Cela s'est reflété négativement sur le niveau général et a affecté les rendements des clubs à long terme.
À l'occasion de la journée mondiale d'athlétisme, le Raja a organisé son meeting annuelle nationale organisé sous l’égide de la FRMA et qui a connu la participation d'athlètes venus des quatre coins du Maroc dans plus que 20 épreuves.
Lors de la Coupe du Trône 2004, l’athlète Rajaoui Abdenbi Abid a signé un nouveau record national sur l’épreuve du 100 m, en réalisant un chrono de 10 s 30. Record qui sera battu en 2011 par Aziz Ouhadi.
En 2005, le Raja a signé un partenariat avec l'ODEP qui fera bénéficier le club de l'apport logistique et financier de cette société.

#### Mandat Snini (2012-2018)
En juillet 2012, s'est tenue l'assemblée générale extraordinaire du club, l'ancien vice-président Hassan Snini prend les rênes du club et succéde ainsi à Mohamed Aouzal, en respect du règlement intérieur du club. Aouzal est considéré comme le président historique du Raja Athlétisme, il a été à la tête du club durant plus d'une décennie et a réalisé d'excellentes résultats.
En 2014, le Raja a pu réaliser des réalisations acceptables dans diverses catégories en participant à divers événements sportifs. L'équipe comptait alors 642 licenciés dans toutes les catégories d'athlétisme confondues.
D'autre part, le club souffrait d'une crise financière résultant de l'absence d'infrastructures suffisantes pour l'entraînement, les dirigeants du club étant contraints de louer des stades qui coûtait cher au club.
En 2015, le club est classé quatrième en Coupe du Trône. Durant cette décennie, les résultats du Raja Athlétisme en compétitions nationales ont été instables.

### Crise (depuis 2018)
À la suite d'une scission et d'un conflit de légitimité au sein du comité du club omnisports, le Raja Athlétisme se retrouve avec deux bureaux administratifs et deux présidents.
La Fédération a refusé de reconnaître Hassan Snini, président de la section d'athlétisme du Raja, après avoir reçu le dossier de deux bureaux administratifs, le premier dirigé par Abdelkarim Arif, soutenu par le Comité directeur dirigé par Mohamed Siboub. Et le second dirigé par Snini, soutenu par le Conseil d'administration, créé par Mohamed Boudrika et dirigé à l'époque par Said Hasbane.
En mars 2018, la Fédération royale marocaine d'athlétisme, présidée par Abdeslam Ahizoune, a suspendu les activités de la section du Raja Athlétisme.
En raison du long retard pris par la Fédération pour se conformer aux décisions judiciaires définitives rendues par le tribunal, le président de l'Association Raja Club Athletic décida de rechercher une fédération étrangère afin de la rejoindre. À cause de cette crise, le nombre d'athlètes au sein du Raja a chuté à 350 athlètes seulement.
Parmi les champions les plus en vue que le club a produits ces années, on retrouve Younes Chattoui qui a rejeté deux offres de naturalisation de la Colombie et du Bahreïn. En 2019, à l'occasion du cinquième meeting fédéral organisé à Taza, l'athlète Rajaoui avait signé la deuxième plus grande performance de l'histoire du Maroc en 400m (45s 74) après le recordman Benyounès Lahlou,. Malgré cela, Chattoui sera arrêté pendant deux ans et privé de participer aux événements internationaux en raison de la suspension du Raja de la part de la Fédération.
Le 2 septembre 2021, Abdeslam Hili, l'athlète du Raja CA, remporte la médaille d'or au terme de la finale de l'épreuve des 400 mètres T12 aux Jeux paralympiques 2020 de Tokyo. Âgé de 24 ans, il offre au Maroc sa première médaille d'or de ces jeux et bat le record mondial de cette discipline avec une performance chronométrée à 47 s 59,,.

## Personnalités

### Présidents
- Mohamed Tibari (1967-1969)
- Abderrahman Medkouri
- Mohamed El Amri
- Abdellatif Semlali
- Abdelkarim Arif
- Mohamed Aouzal (2000-2012)
- Hassan Sniny (2012-2017)
- Abdelkarim Arif (2017-2019)[25]
- Hassan Sniny (2018- )
- Khadija Sakhir (2021- )

### Athlètes notables
- Abderrahim Jallaha
- Seddik Benzine
- Abdelkarim Arif
- Mustapha Moubrane
- Abdelmajid Moncef
- Ahmed El Khiyati
- Abdelali Loghchime

## Aspects socio-économiques
Lorsque le club a été créé, il s'est appuyé sur le bénévolat et le soutien des membres des comités ainsi que certains encadreurs, en l'absence totale de sources de financement stables. Mais à partir de la fin des années 1980, les dirigeants du club vont renforcer le club au niveau du marketing et de la publicité, puisque le Raja a bénéficié de l'accord de parrainage avec l'Office d'exploitation des ports qui a été signé durant les années 1990, et qui a été renouvelé en 2005. Cela a eu des effets positifs sur les finances sur le log terme. Cependant, le club subira par la suite de nombreuses crises et son financement restera limité au soutien du bureau de direction et des pouvoirs publics, en plus de quelques sponsors et dons de certaines supporters.
Le rapport financier de la saison 2018-2019 a affiché un déficit de 29 277,18 dirhams. Les recettes en l'absence du soutien de la FRMA, ont atteint 87 000,00 dirhams, alors que les dépenses s'élèvent à quelque 116 277,18 dirhams.

## Infrastructures
Le Raja CA et plusieurs autres clubs casablancais ont souffert depuis des années de la fermeture de leur siège à La Casablancaise. Etant contraint à louer le Stade Bourgogne ou le Stade Moulay Rachid pour une courte durée, ces frais coûtent cher aux finances du club. Le club endure également l'absence totale d'espaces capables d'accueillir les entraînements du cross-country.

### La Casablancaise
La Casablancaise, ex-Stade Lyautey, est historiquement le principal centre d'entraînement de l'athlétisme marocain et du Raja depuis leur création en 1967. Construit en 1936 par les autorités françaises à l'époque du Protectorat, il est situé au cœur du centre-ville au sein de l’actuel parc de la Ligue arabe. Ce lieu mythique gravé dans la mémoire collective des Casablancais, a abrité de nombreuses manifestations sportives organisés par le RCA. Il a été le théâtre des heures de gloire de l’athlétisme rajaoui. Depuis la fin des années 1990, cette enceinte sportive mythique a résisté à la négligence. Un projet de réhabilitation remonte à 2002, mais les débuts des travaux ont été retardés jusqu'à 2013, vu la présence de sièges de 29 clubs et fédérations sportives.
Les sièges de plusieurs clubs casablancais se trouvaient dans ce complexe tels que le Raja, le CMC et le WAC. Mais depuis que Driss Benhima a décidé de fermer ces sièges, de nombreuses équipes ont été dissoutes faute de stade alternatif, tandis que d'autres clubs à l'image du Raja, vivent en exil forcé attendant que la Casablancaise soit rénovée.